# Durif

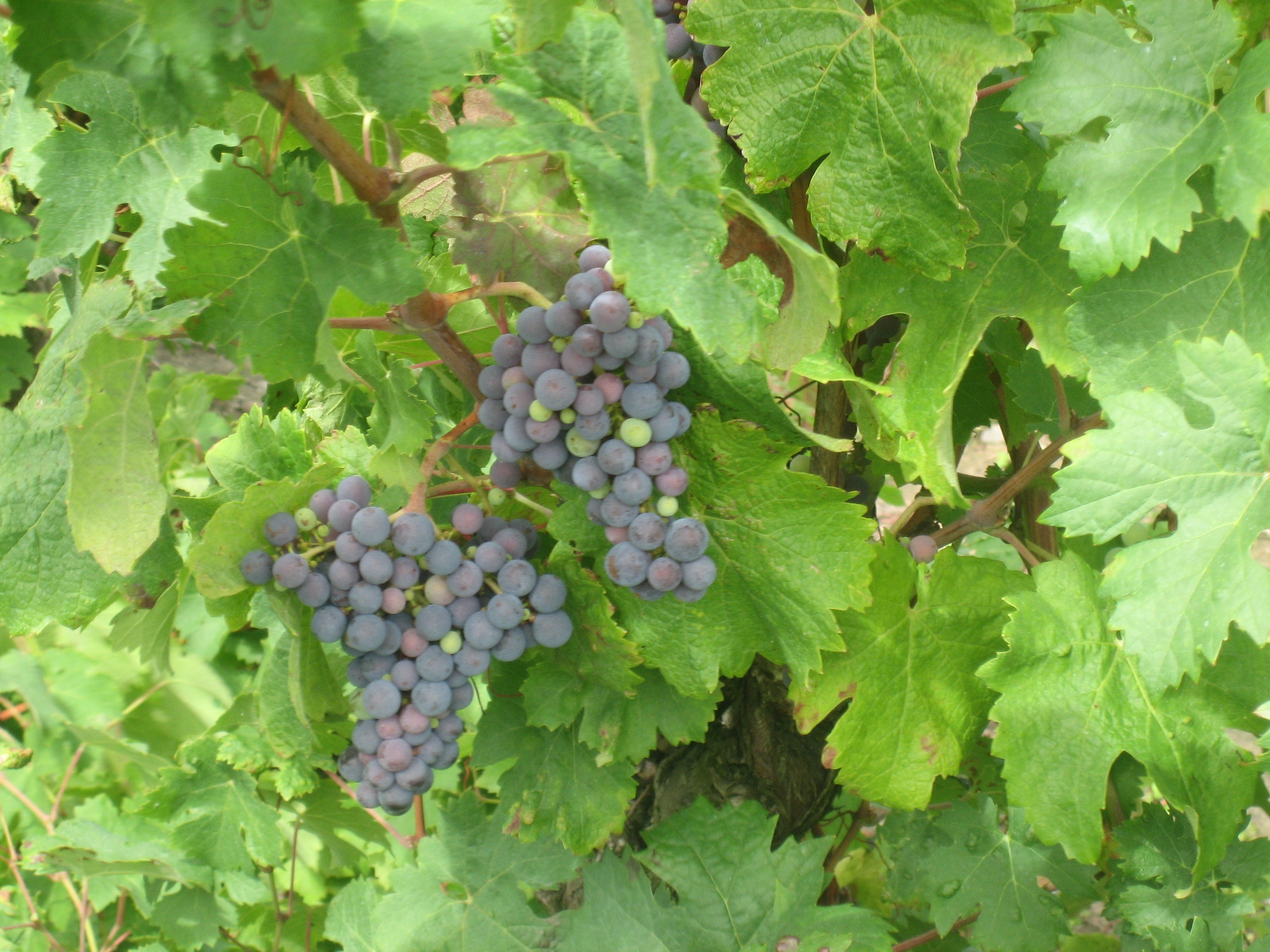
Blauw druivenras

Durif is een van oorsprong Frans ras van blauwe druiven.
DNA-analyse maakt aannemelijk dat de druif een kruising is tussen de Peloursin en de Syrah.

## Gebieden
Behalve in Frankrijk wordt deze druif ook geteeld in de Verenigde Staten (Californië) en Australië (nabij de plaatsjes Rutherglen en Glenrowan in de deelstaat Victoria).

## Kenmerken
De kleur is zeer donker, zelfs inktachtig zwart met een relatief hoog zuurgehalte. De aroma's van de wijn zijn die van donker fruit, zoals blauwe bessen, met tonen van peper en kruiden. Het tanninegehalte is zeer hoog en aangezien deze de houdbaarheid van de wijn ten goede komen, kan wijn van goede jaren meer dan 20 jaar op fles worden bewaard.

## Synoniemen[1]
- Bas Plant
- Dure
- Duret
- Dureza
- Durif Noir
- Dyurif
- Gros Beclan

- Gros Noir
- Kek Durif
- Nerin
- Pareux Noir
- Petit Duret
- Petite Serine
- Petite Sirah

- Petite Syrah
- Pineau de Romans
- Pinot de l'Hermitage
- Pinot de Romans
- Pinot Fourcat
- Plant Durif
- Plant Fourchu

- Serine
- Sirane de Tain
- Sirane Fourchu
- Sirane Fourchue
- Syrah
- Syrah Forchue
- Petit Syrah